# Église Saint-Pierre de Ploërdut
Pour les articles homonymes, voir Église Saint-Pierre.
L'église Saint-Pierre est une église catholique située à Ploërdut, en France.

## Localisation
L'église est située dans le département français du Morbihan, sur la commune de Ploërdut, au chef-lieu de celle-ci.

## Historique
L'église a aujourd'hui pour saint patron saint Pierre, mais elle était probablement placée à l'origine sous le patronage de saint Ildut, patron de la paroisse.
Construit à partir du XIe siècle, l’édifice est remanié en plusieurs campagne de construction qui rendent les datations précises difficiles. De l'édifice roman subsiste la nef et ses bas-côtés des XIe et XIIe siècles. Au XIVe ou XVe siècle, on construit le clocher-porche. Au XVIe siècle, on érige la croisée du transept, le transept sud-est et l'ossuaire. Du XVIIe au XIXe siècle, on reconstruit le chevet, les transepts sud-est et nord, le porche sud, les lucarnes éclairant les bas-côtés de la nef et le mur sud de celle-ci, ainsi que la partie en décrochement du nord de la nef au droit du chevet et la sacristie. La couverture en lambris date de 1977.
L'édifice est classé au titre des monuments historiques par arrêté du 13 mars 1964.

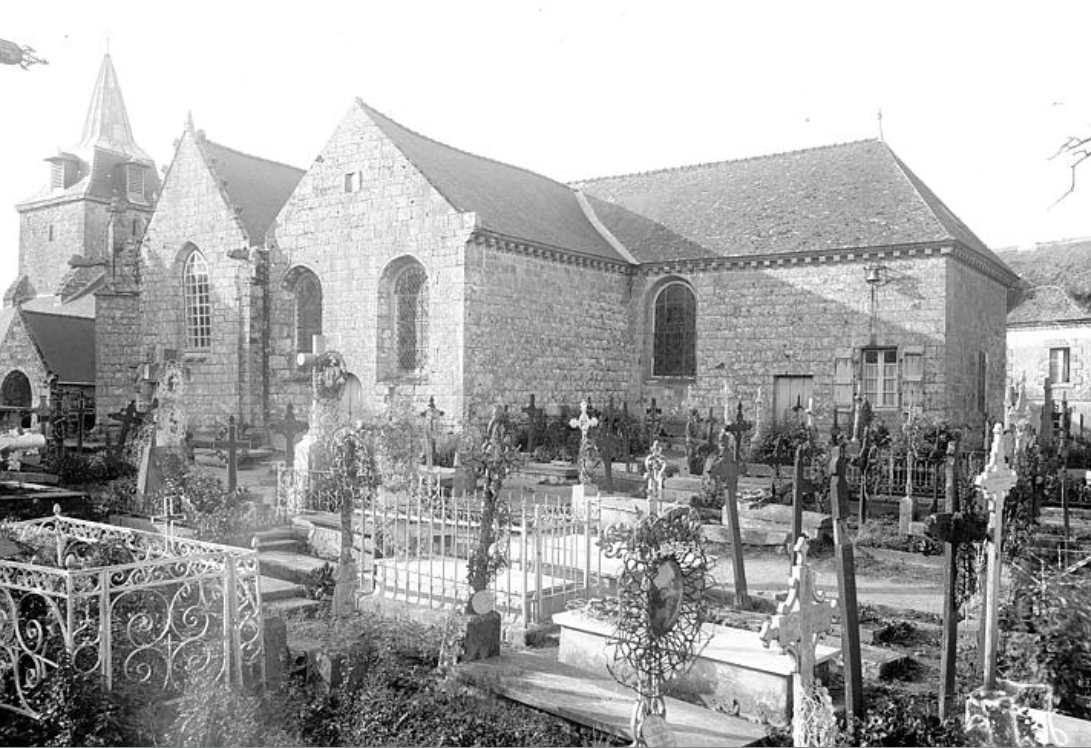
L'église de Ploërdut en 1922 avant le transfert du cimetière.

## Architecture
L'édifice est en forme de croix latine irrégulière, témoignant des multiples campagnes de construction.

### Extérieur

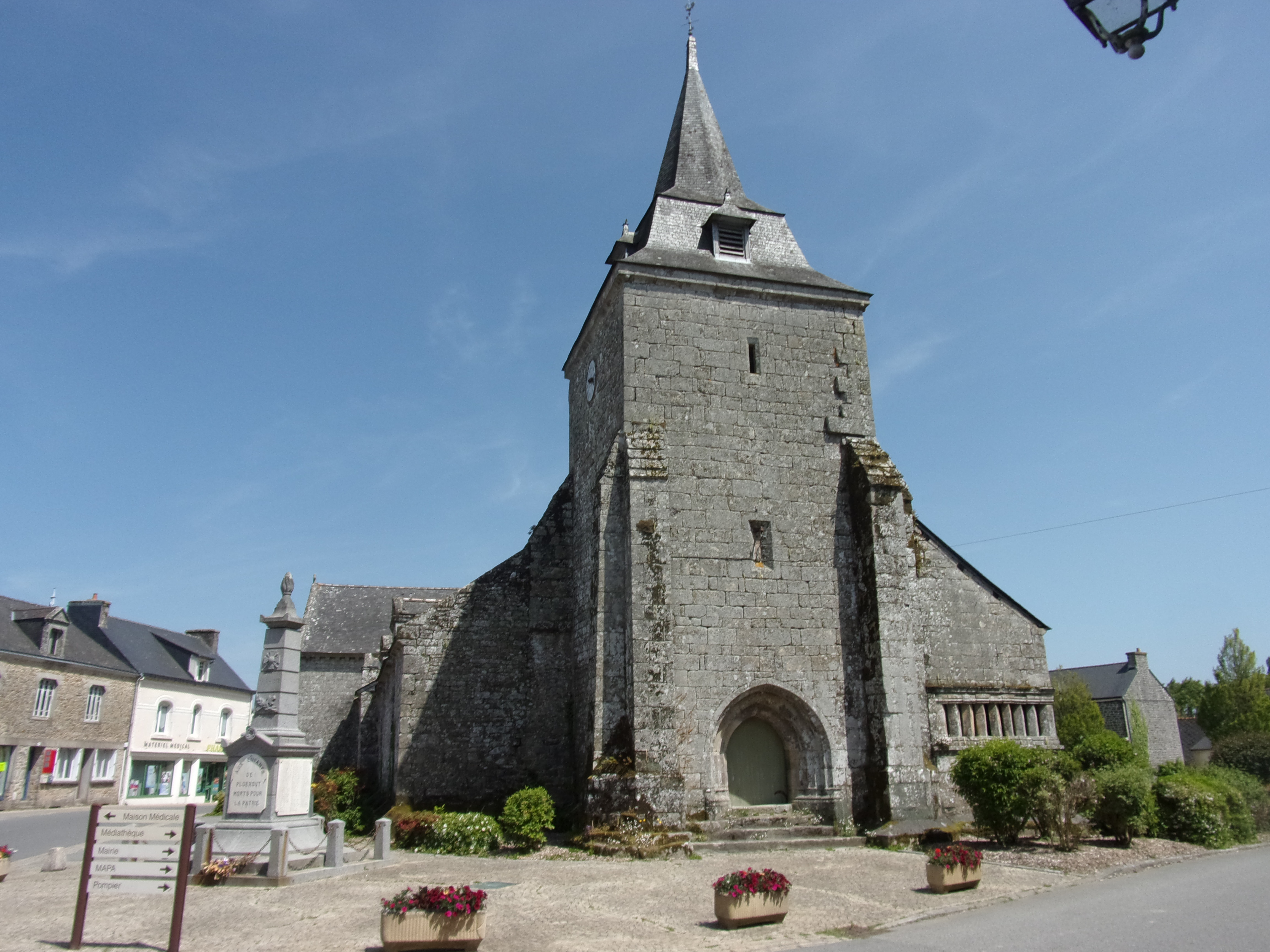
Façade ouest de l'église.

La façade ouest présente une forte asymétrie. Au centre, le clocher-porche est en avancée par rapport au mur de la nef romane. Massif, il est flanqué de lourds contreforts et percé d'une porte en arc brisé et de minuscules fenêtres. L'angle à droite a été comblé au XVIe siècle par un ossuaire, ajouré en claire-voie, dans la continuité du bas-côté sud.
Le mur sud de la nef, orné d'un porche en avancée, a été percé de grandes fenêtres à lucarnes à fronton arrondi.
Le transept sud est doublé. Deux campagnes de constructions sont nettement visibles. Celui au sud-ouest, de style gothique (XVIe siècle), est ouvert d'une fenêtre en arc brisé et d'une petite porte décorée d'une accolade bordée de choux frisé et d'un fleuron en pointe. Le transept sud, tout comme le transept nord, est solidaire du chevet (XVIIe – XIXe siècle), même corniche portée par une frise de modillons, mêmes grandes fenêtres en arc de cercle. Le transept nord est bordé à l'ouest par un décrochement qui présente une différence d'appareillage nette avec le mur nord de la nef romane en petit appareil et le mur du transept, dénotant trois campagnes de construction.
Au sud-est du chevet, une porte en anse de panier isolée, vestige déplacé de la chapelle Saint-Sauveur de Lirinec.

### Intérieur

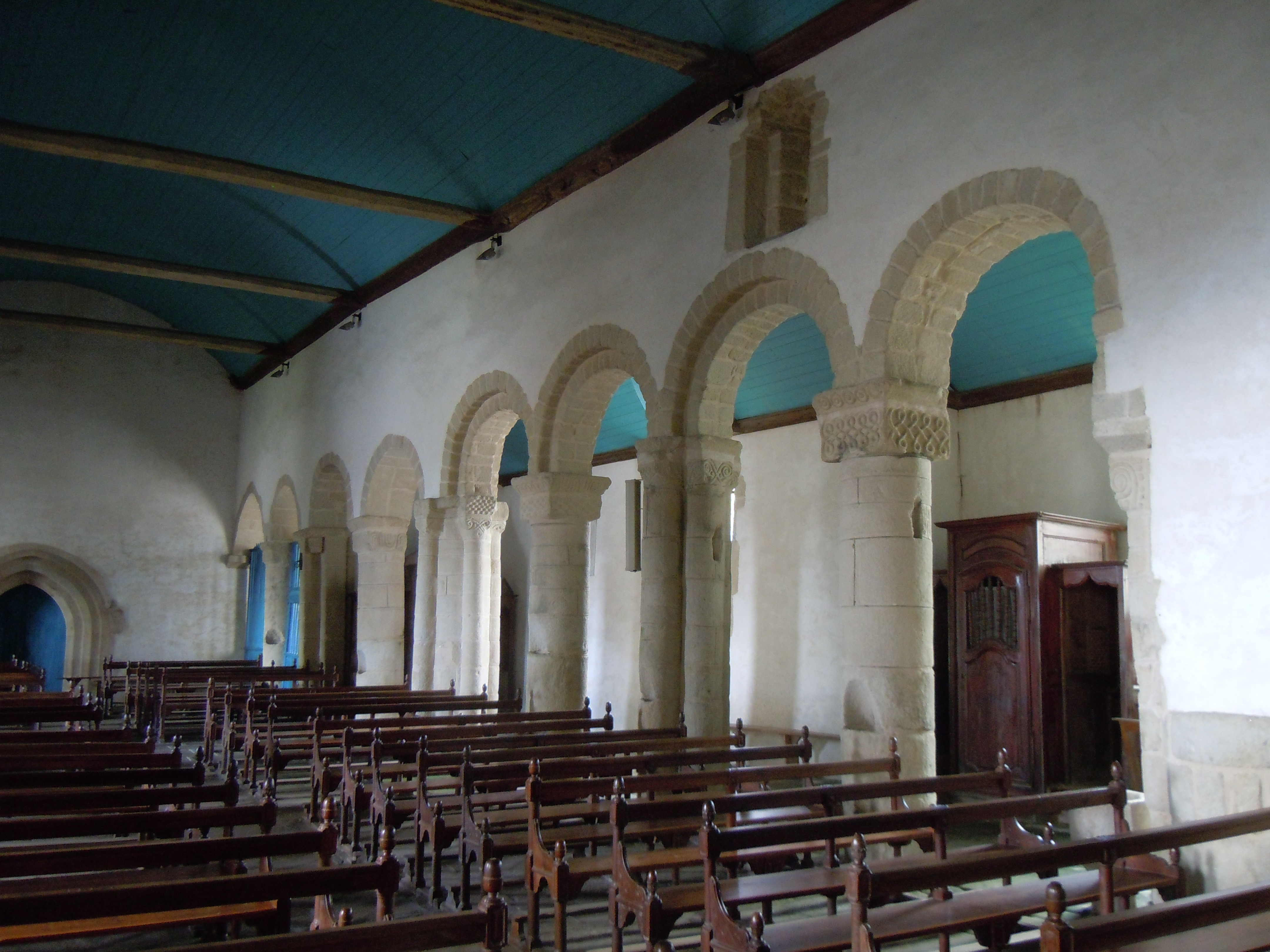
Vue de la nef de l'église.

La nef romane (XIe siècle) de huit travées, couverte de charpente, s'ouvre sur les bas-côté par des arcs de plein cintre à simple, puis double rouleau dans la partie est (pour deux arcs au nord et trois au sud, ce qui peut laisser envisager deux campagnes de construction). Sous une imposte simple, ils retombent sur des supports à chapiteaux alternant piles rondes et piles composées, toutes différentes : colonne, pilier carré ou cruciforme avec colonnettes engagées seules ou par paires. La majorité des chapiteaux sont sculptés. La base des piles disparait sous le dallage, le sol ayant été rehaussé. Les arcades occupent les deux tiers de la hauteur du mur, surmontées de fenêtres hautes très ébrasées (aujourd'hui bouchées) dont la répartition semble aléatoire.
La nef romane présente des traits communs tant dans la structure (piliers) que dans la sculpture des chapiteaux avec d'autres églises romanes du pays Pourlet (église de la Trinité de Calan, Saint-Beheau de Priziac, Saint-Pierre-et-Saint-Paul de Langonnet).
Le transept n'est pas marqué et le volume central se poursuit en continuité jusqu'au fond du chœur. Il est seulement perceptible à la différence des arcs latéraux et de leurs supports. Au niveau du transept sud, deux colonnes énigmatiques portant deux arcades brisé : leur dessin fait songer au gothique primitif, mais elles reposent sur le dallage. Ils témoignent peut-être de travaux du XIIe ou XIVe siècle. Le mur du chevet plat, aveugle, est entièrement occupé par un grand retable du XVIIe siècle dont le sommet touche la voûte lambrissée. Dans la charpente, on remarque quelques sablières et entraits sculptés du XVIe siècle (animaux fabuleux, crocodiles et masques humains).
À cela, il convient d'ajouter le travail notable lié à l'acoustique, notamment par la réalisation de trous remplis de sable dans les colonnes pour absorber certaines fréquences. Une méthode employée dans de grandes cathédrales (Reims, Amiens), où des relevés techniques ont mis en évidence une précision extrême quant à l'efficience du choix des emplacements et de leurs dimensionnements.[réf. nécessaire]

### Mobilier protégé au titre des Monuments historiques
Parmi les objets mobiliers protégées au titre des monuments historiques conservés dans l'église figurent :
| Monument                                  | date                  | Notice               | Type de protection | Date de protection | Photographie |
| ----------------------------------------- | --------------------- | -------------------- | ------------------ | ------------------ | ------------ |
| Retable latéral sud                       | XVIIe siècle          | Notice no PM56000771 | inscription        | 1977               |              |
| Tableau : Le Rosaire                      | XVIIIe – XIXe siècle  | Notice no PM56005741 | inscription        | 1994               |              |
| Confessionnaux                            | XVIIIe siècle         | Notice no PM56005750 | inscription        | 1994               |              |
| Statue : Vierge à l'Enfant                | XVe siècle            | Notice no PM56005751 | inscription        | 1994               |              |
| Statue-reliquaire : Ange                  | XVIIe – XVIIIe siècle | Notice no PM56005748 | inscription        | 1994               |              |
| Statue : Saint Isidore                    | XVIIIe siècle         | Notice no PM56005747 | inscription        | 1994               |              |
| Statue : Moine dominicain                 | XVIIIe – XIXe siècle  | Notice no PM56005746 | inscription        | 1994               |              |
| Statue : Saint Joseph                     | XVIIIe – XIXe siècle  | Notice no PM56005743 | inscription        | 1994               |              |
| Statue : Saint Joachim                    | XVIIIe siècle         | Notice no PM56005743 | inscription        | 1994               |              |
| Statue : Sainte Anne                      | XVIIIe siècle         | Notice no PM56005742 | inscription        | 1994               |              |
| Statue : saint Yves                       | XVIe siècle           | Notice no PM56000769 | classement         | 1955               |              |
| Statuette et sa niche : Vierge à l'Enfant | XVIIe – XIXe siècle   | Notice no PM56005744 | inscription        | 1994               |              |

## Chapiteaux sculptés romans

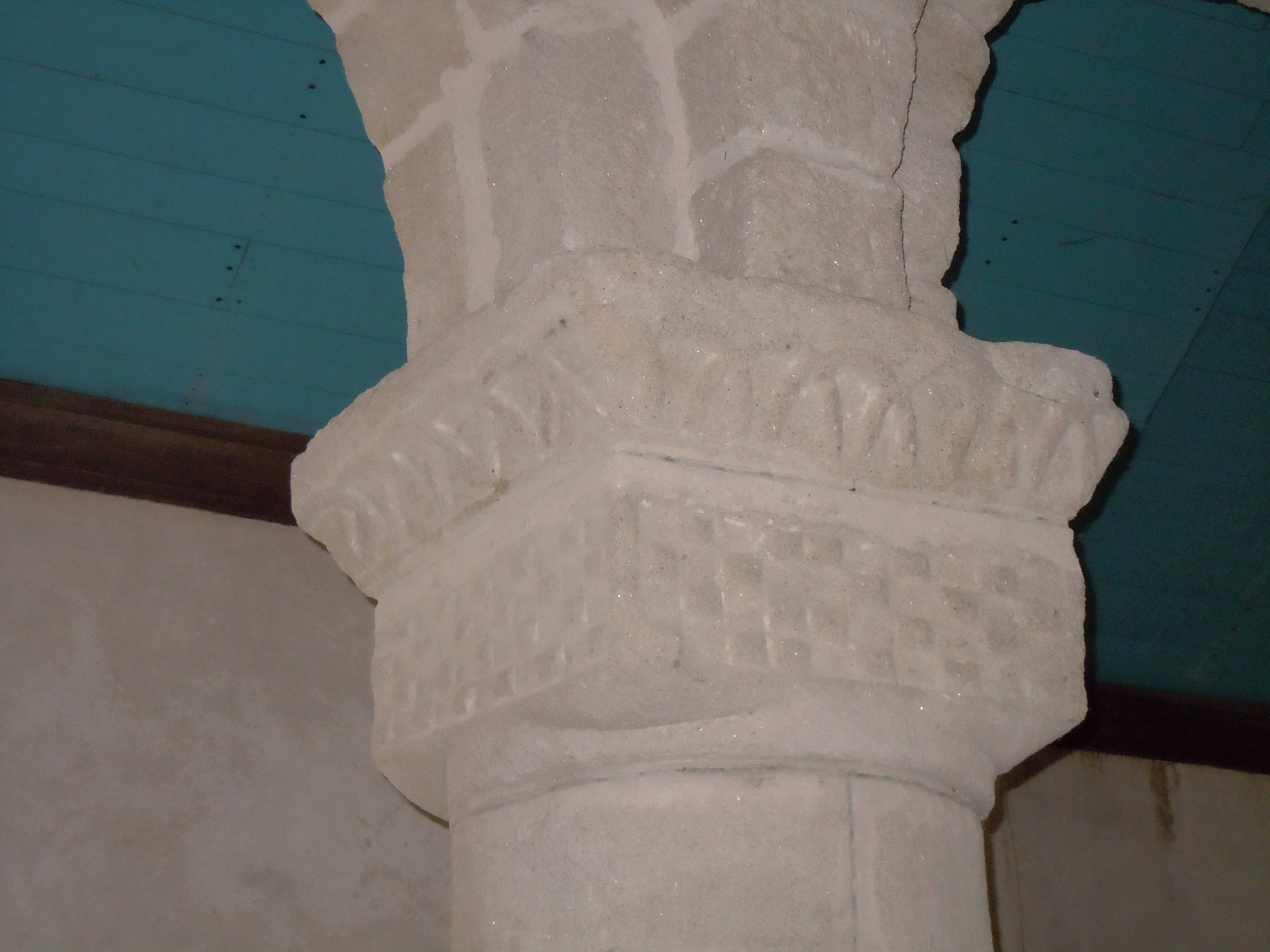
Vue d'un chapiteau orné de motifs en forme de damier et d'entrelacs.

Les chapiteaux cubiques qui coiffent les piles, parfois entourés de colonnettes, datent de la fin du XIe ou du début du XIIe siècle et sont taillés dans un seul bloc de granit. Ils possèdent un décor géométrique remarquable et varié : damier de losanges, spirales, entrelacs, cordages.
Ce répertoire décoratif non figuratif est un courant majeur dans la sculpture romane bretonne, constituant une de ses spécificités majeures. Même si ces motifs sont utilisés couramment dans d'autres régions (Normandie, nord de l'Île-de-France, Picardie…), il est rare que l'abstraction y prenne autant le pas sur la figuration.
La construction initiale devait comporter une quarantaine de ces chapiteaux mais à la suite de remaniements successifs, il n'en subsiste plus que 19 aujourd'hui.

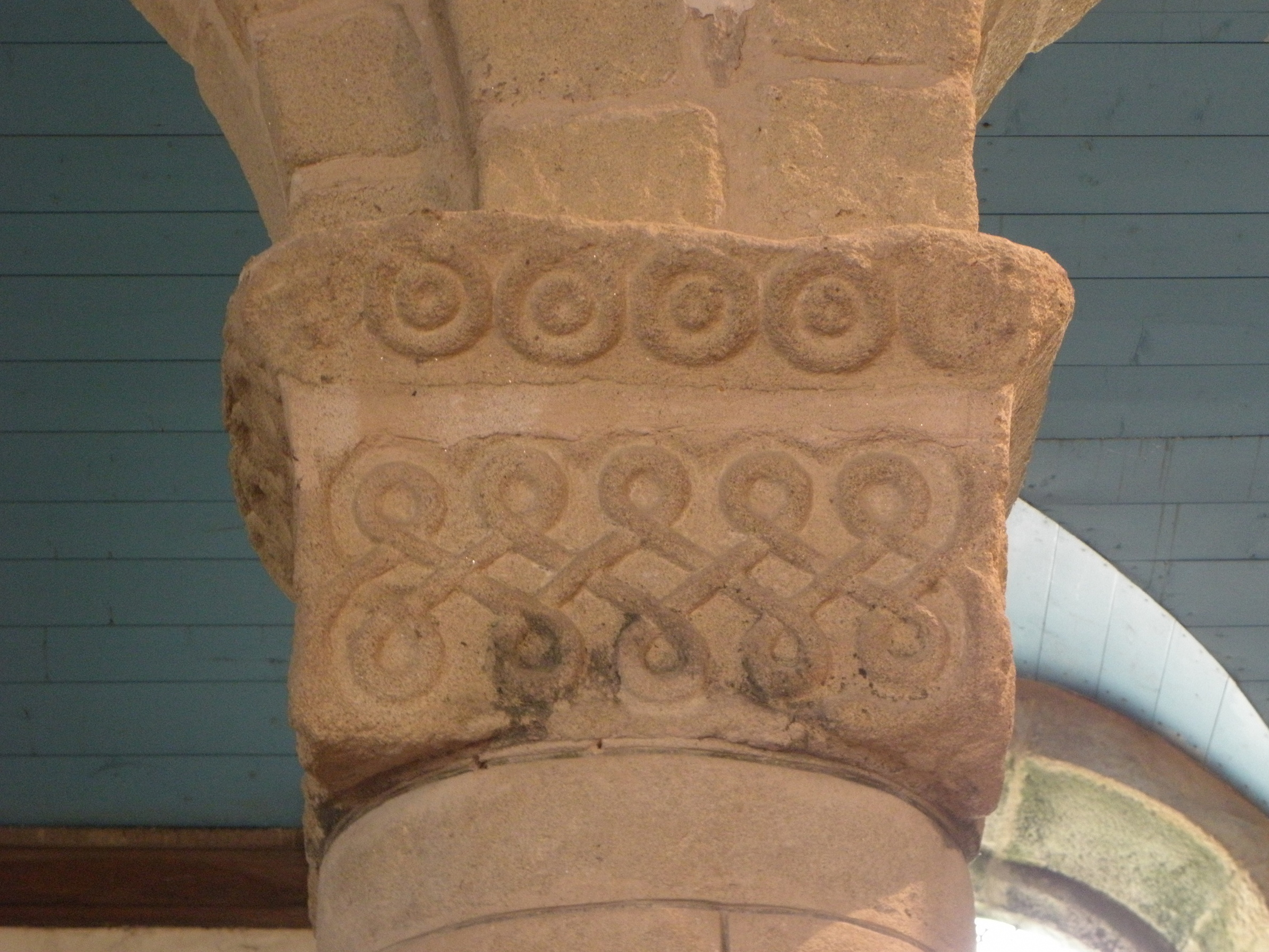
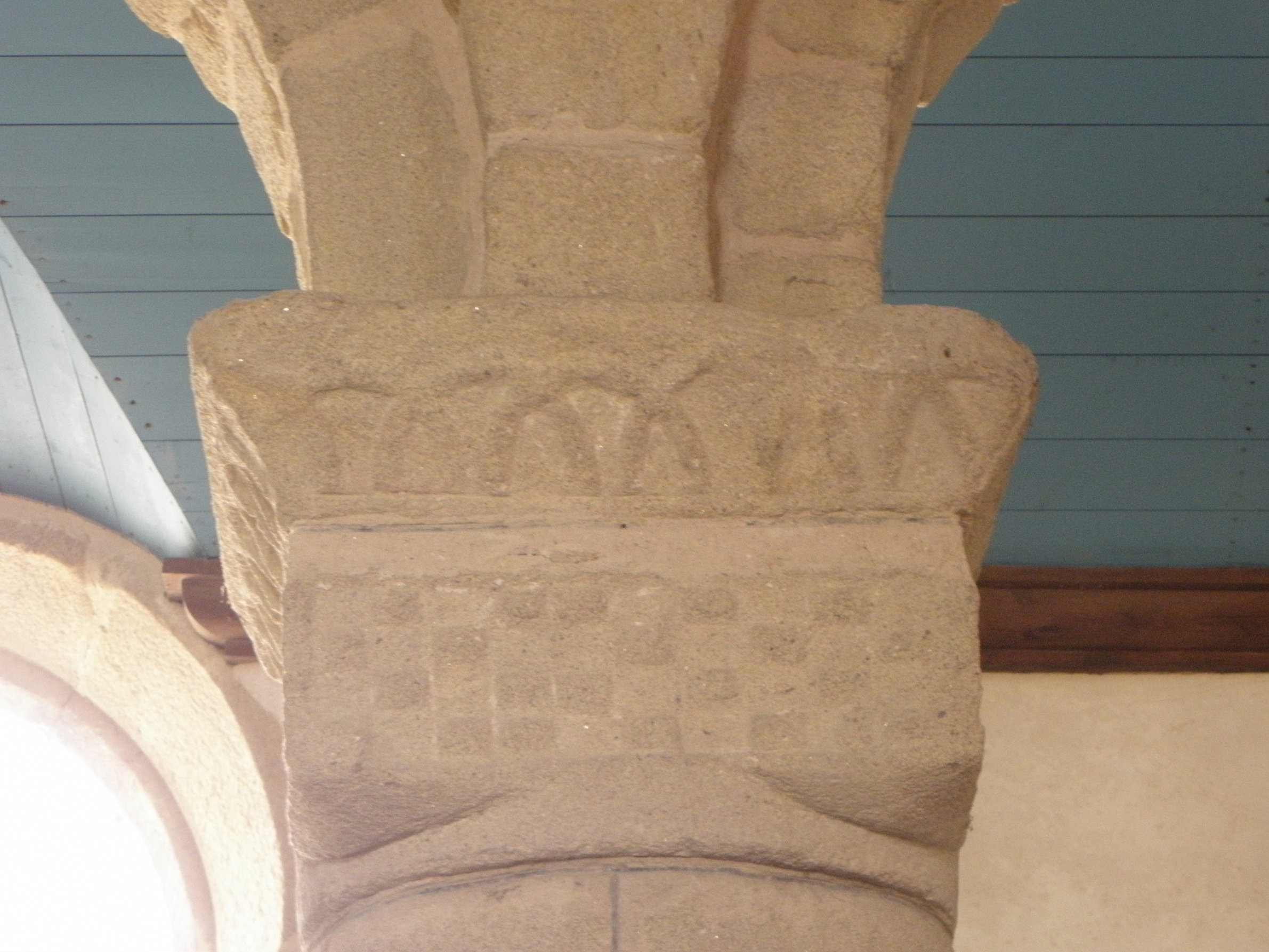
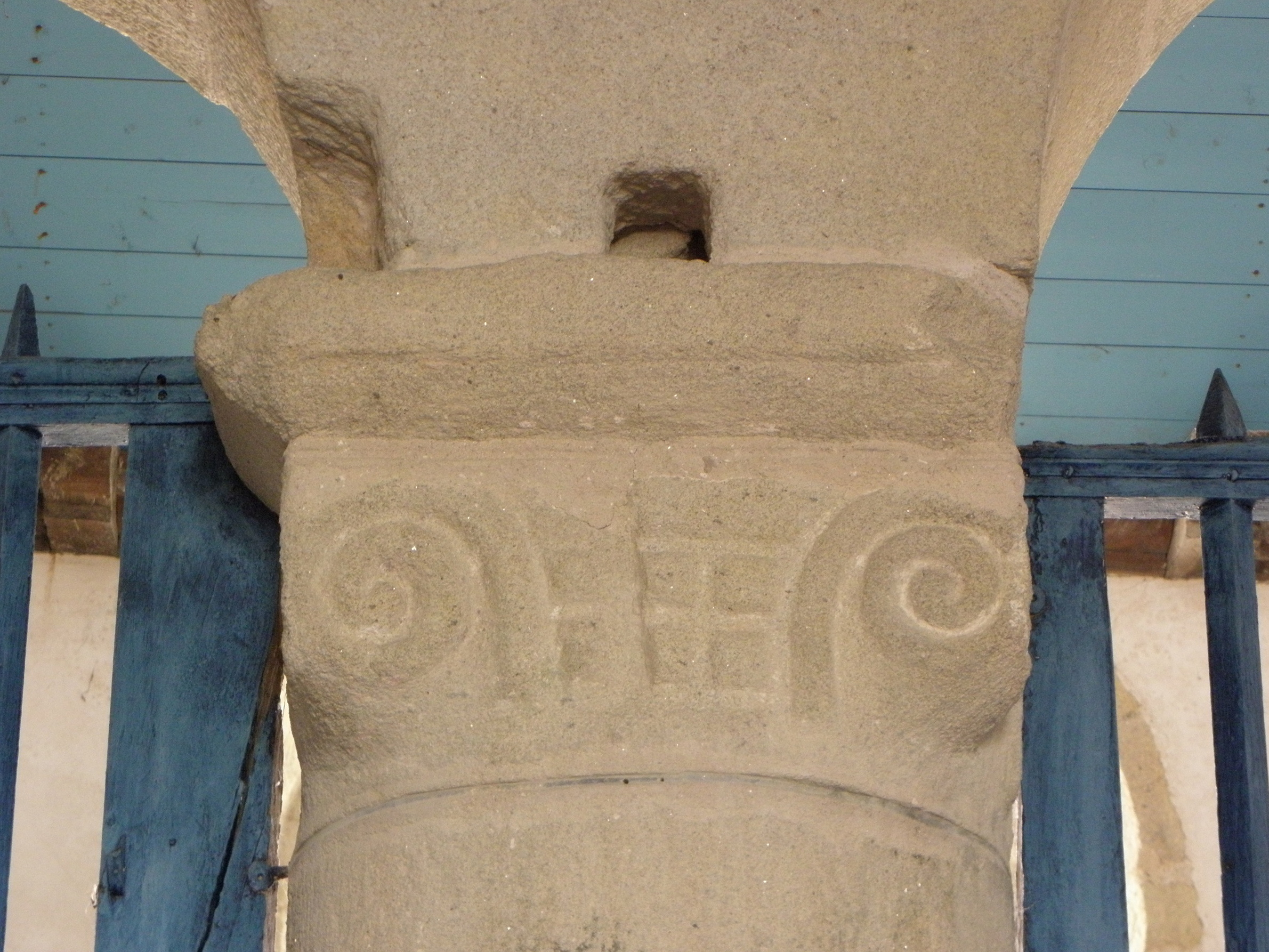
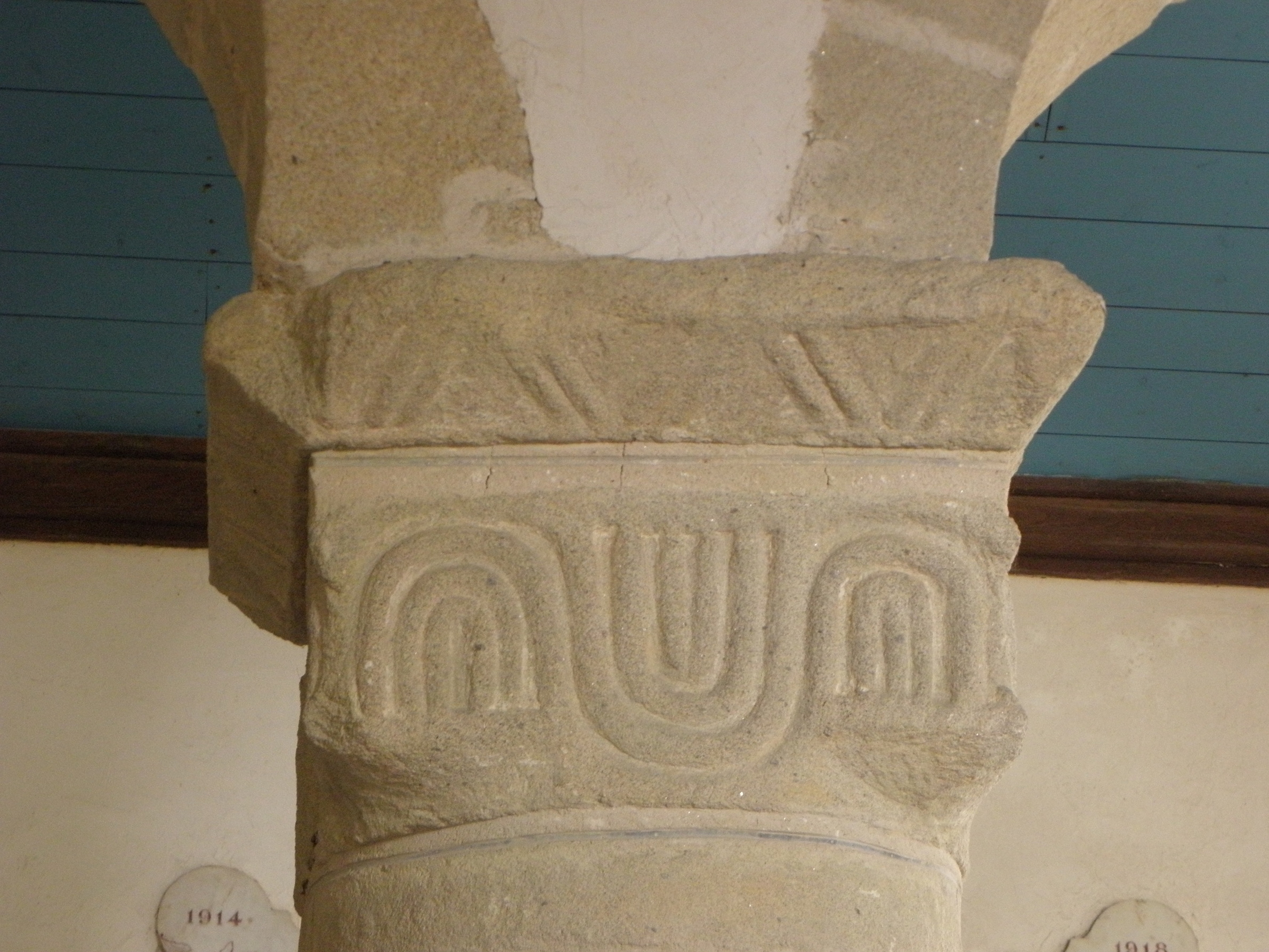
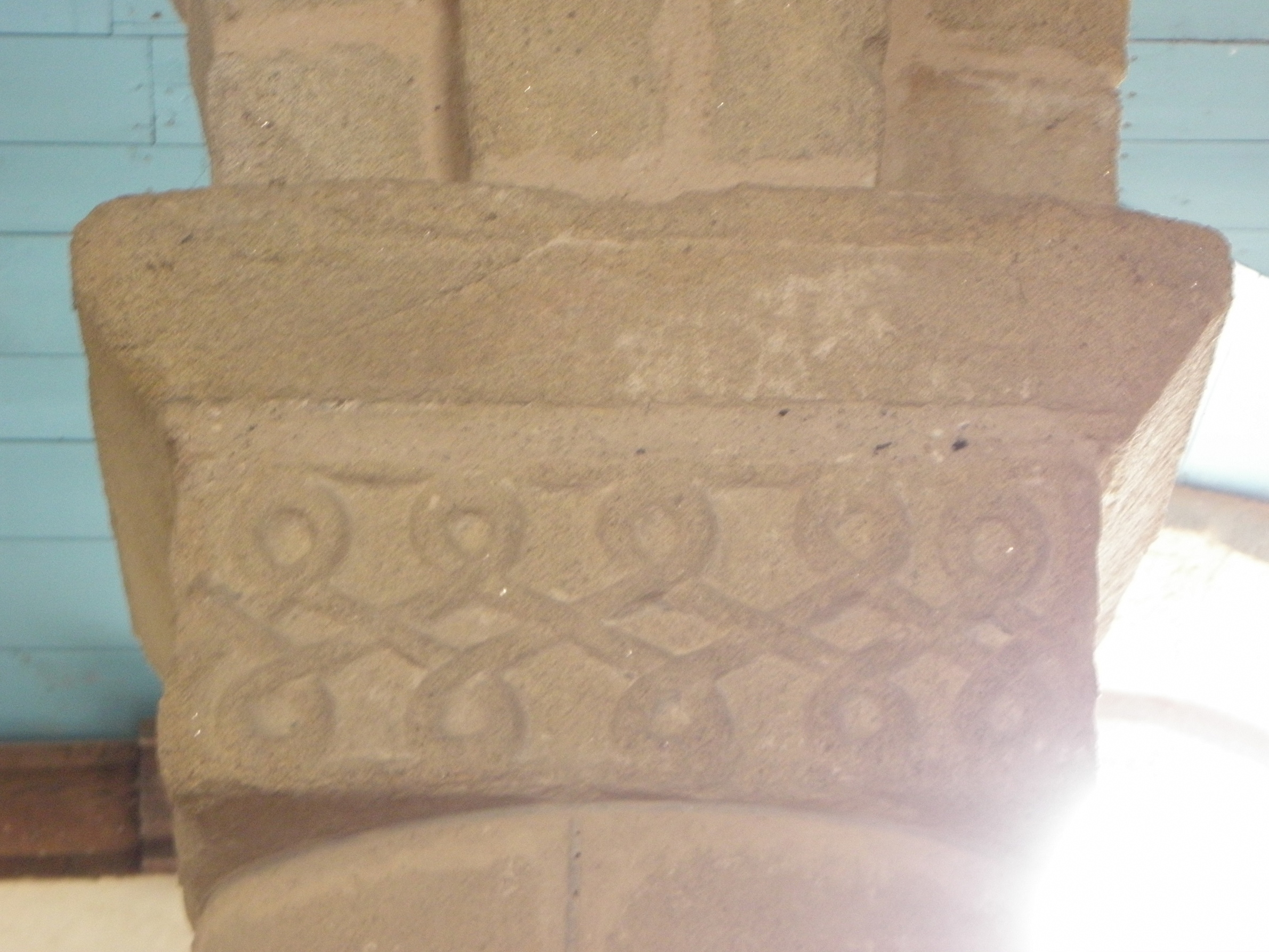
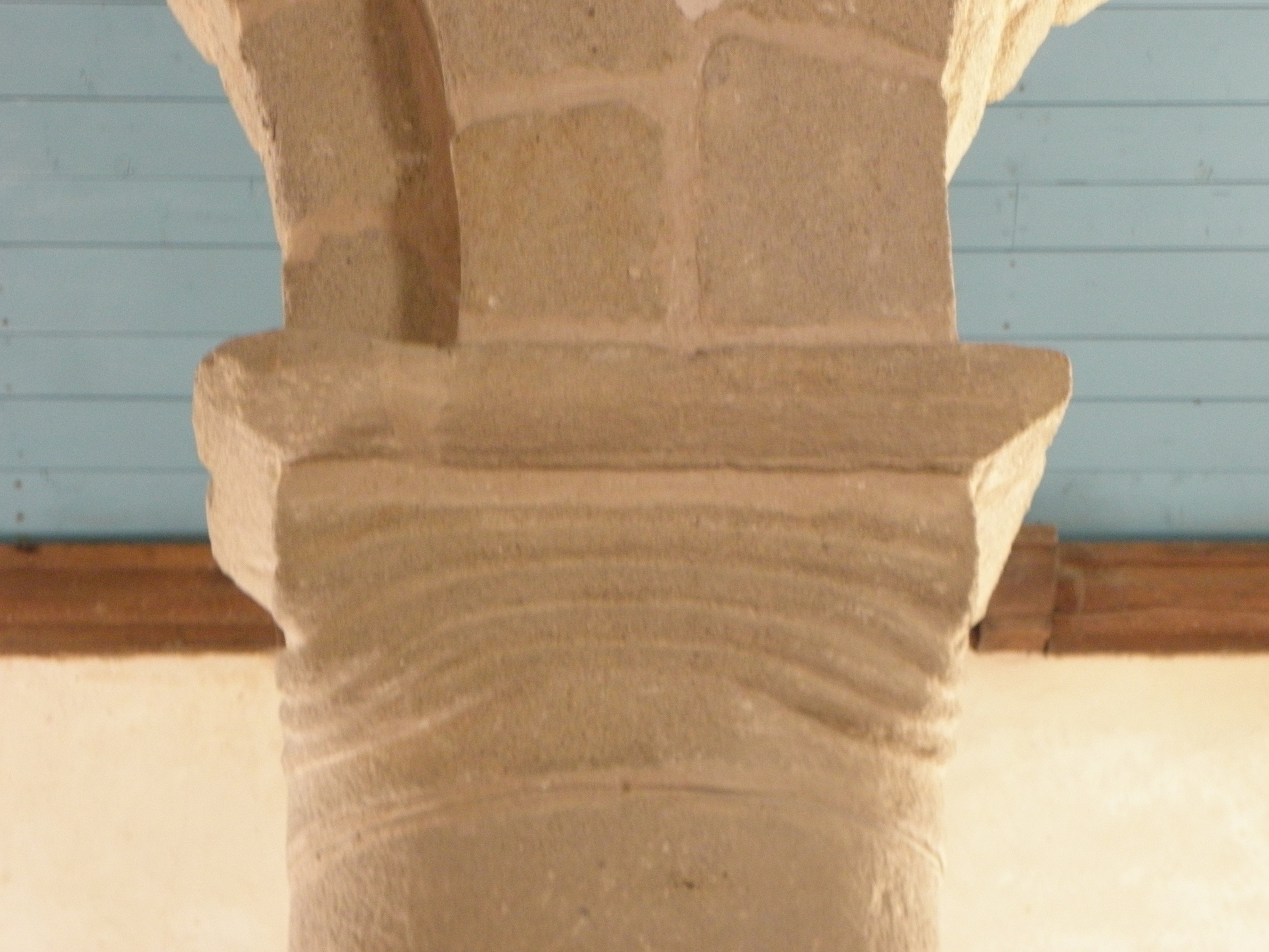
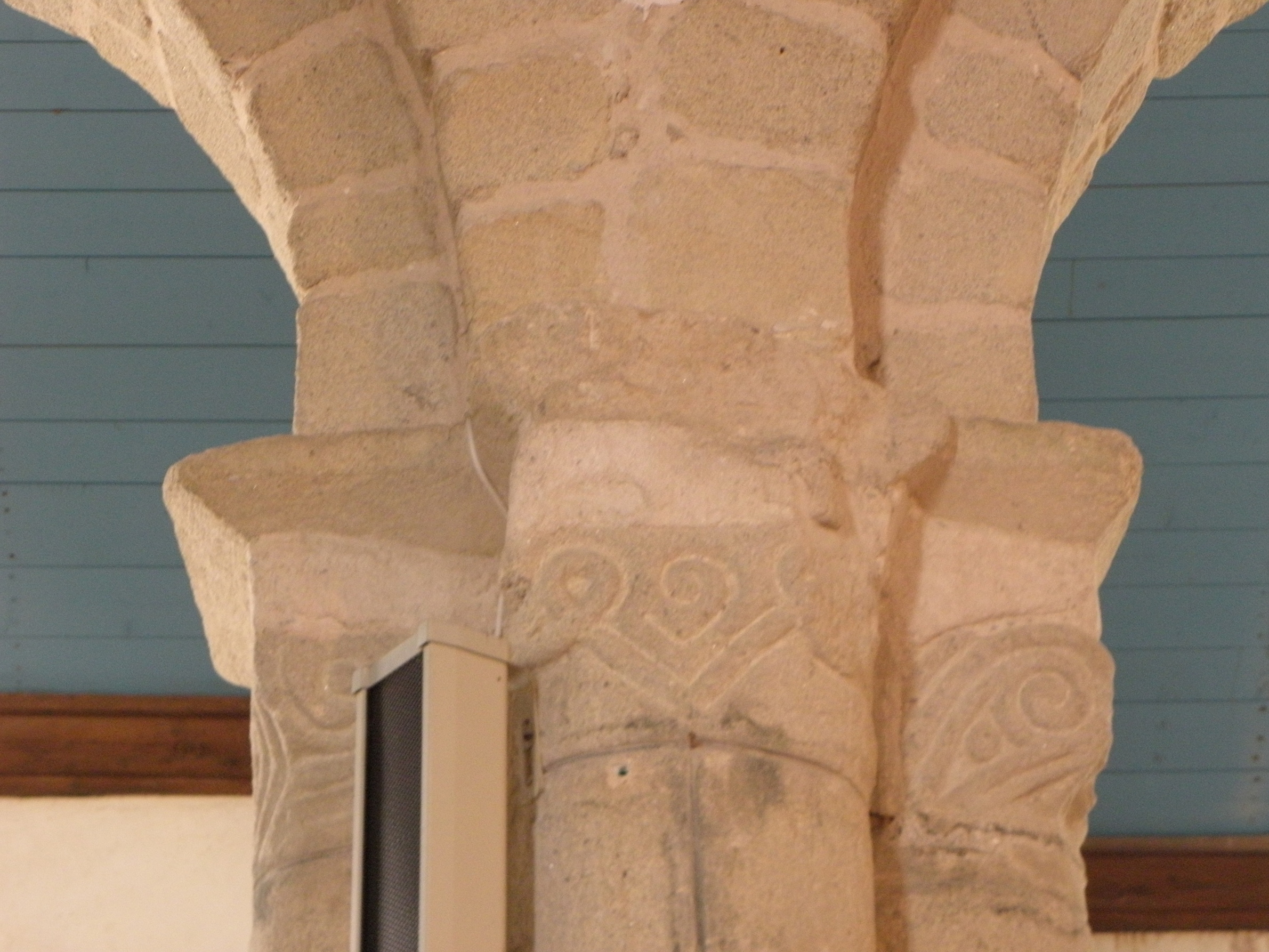
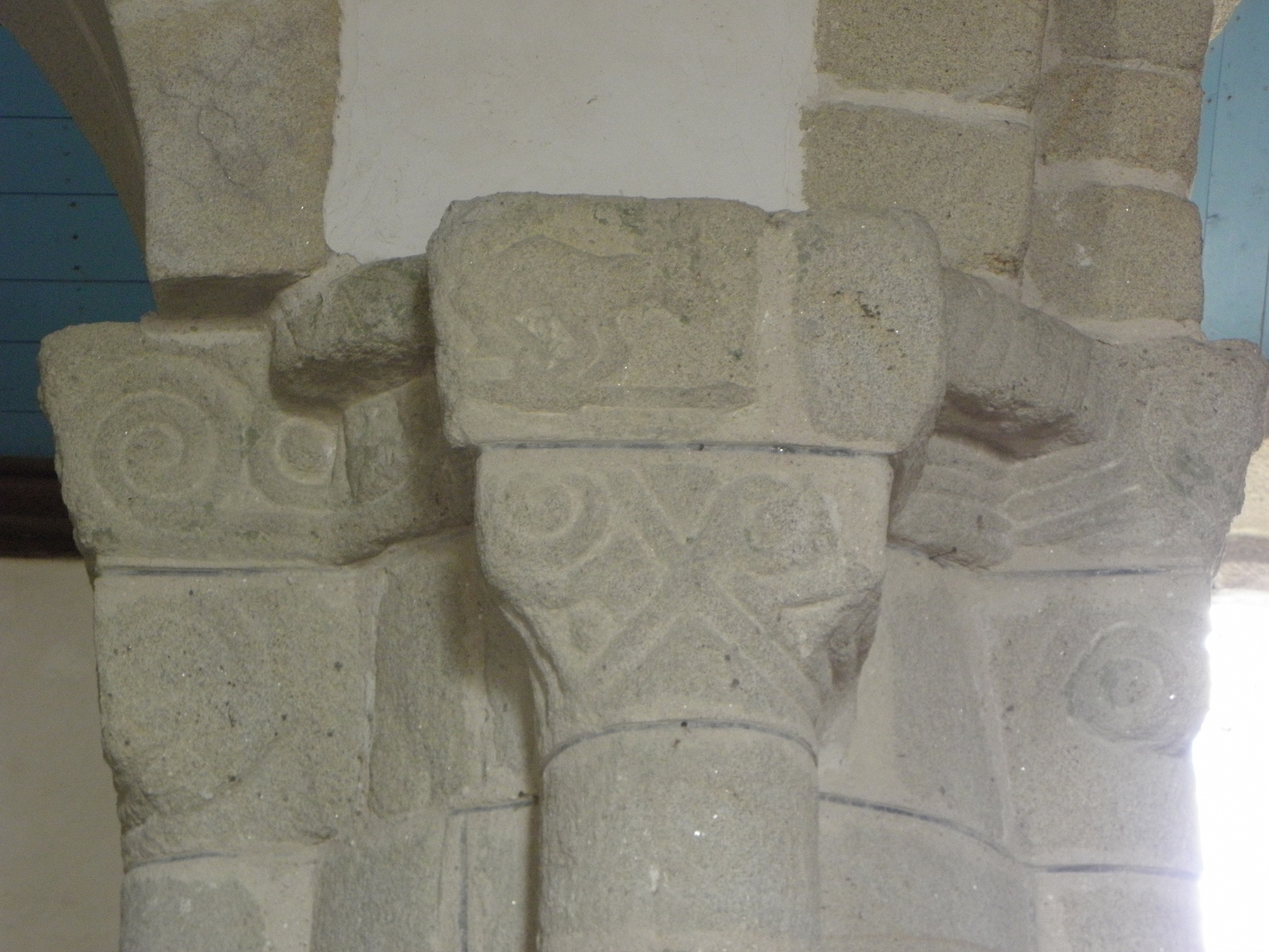